# Missa glagolítica
La Missa glagolítica, JW III/9 (en txec Glagolská mše o Mša glagolskaja), és una composició per a solistes (soprano, contralt, tenor, baix), doble cor, orgue i orquestra de Leoš Janáček. L'obra va ser estrenada a Brno el 5 de desembre de 1927 sota la direcció de Jaroslav Kvapil, qui també va dirigir l'estrena a Praga el 8 d'abril de 1928.

## Representacions

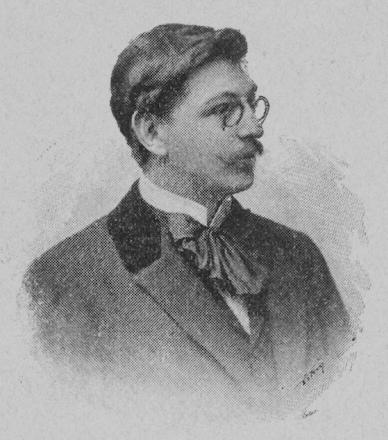
Jaroslav Kvapil en va dirigir l'estrena

L'estrena va tenir lloc el 5 de desembre de 1927 a Brno, dirigida per Jaroslav Kvapil, i va ser tot un èxit. Va ser interpretada pel Cor Beseda de Brno i l'Orquestra Nacional del Teatre de Brno. Els solistes van ser: Alexandra Čvanová (soprano), Casa Hloušková (mezzosoprano), Stanislav Tauber (tenor), Ladislav Nemecek (baríton) i Bohumil Holub (orgue).
Els mateixos solistes, director, cor i orquestra la van executar el 8 d'abril de 1928 a Praga. El 28 de febrer de 1929 es va sentir a Berlín, interpretada per l'Acadèmia de la Música dirigida per Alexander von Zemlinsky. Al cap d'un mes, el 8 d'abril, Jaroslav Kvapil la va tornar a dirigir a Ginebra, al Festival de la SIMC, amb el cor de la Filharmònica de Brno i l'Orquestra de la Suisse Romande. En aquest darrer cas, l'Intrada es va tocar només al començament i la Missa va acabar amb l'epíleg del solo d'orgue.

## La Missa d'un ateu
Janáček no pretenia fer tant una obra pretesament litúrgica com subratllar l'expressió de fe de tot un poble amb una alegria primitiva i poderosa que podria molt bé titllar-se de pagana. Com tants altres compositors ateus, al final de la seva vida Janáček va compondre una Missa. Però cal remarcar que, si bé el text és religiós, el caràcter de l'obra no ho és pas, com ja es desprèn les paraules del mateix compositor citades prèviament. Sembla que Janáček hauria dit en una ocasió: 
| « | «Una església és la mort concentrada. Tombes sota el terra, ossos a l'altar, imatges que no mostren altra cosa que la tortura i la mort. No vull tenir res a veure amb això.» | » |

Molt més clar al respecte es mostra en la seva polèmica amb el crític Ludvík Kundera, qui feu les següents afirmacions, agosarades i gratuïtes, al diari Tempo de Praga (febrer de 1928):
| « | «La Missa Glagolitika té la següent base filosòfica. Janáček, un home vell, ara fervent creient, sent amb creixent urgència que a la seva obra no li pot mancar un element que expressi la seva relació amb Déu... El text de la Missa li resulta ideal per a aquest fi, igual que ho fou per a molts compositors abans que ell. [...] Per descomptat, Janáček no imagina el seu Déu en termes del místic crepuscle de l'altar, com la brillantor d'un monstre, envoltat per l'aroma d'encens, ans - i això és característic del compositor- l'imagina fora, a l'aire lliure...» | » |

Aquestes afirmacions, sorprenentment desviades de les declaracions publicades pel mateix compositor tot just tres mesos abans, provocaren la ira d'aquest, que contestà publicant el següent text el 8 de març del 1928 a Literání svět:
| « | «Sabeu què han escrit sobre mi: ‘un home vell, ara creient’. Però això em va molestar i vaig dir: ‘tu jovenet, primer de tot no sóc un home vell, i en segon no sóc en absolut creient; no, en absolut. Fins que no ho vegi amb els meus propis ulls.’ Se m’ha ocorregut que a aquest any, 1928, li manca quelcom: falta una atmosfera Cirilo-Metòdica, aquest és el motiu pel qual vull associar la meva obra amb aquest any [10è aniversari de la independència de Txecoslovàquia]. De fet, ja tenia la peça llesta des de 1926. La vaig escriure a Luhačovice[...]. En aquesta obra volia representar la fe en la certesa de la nació, no en una base religiosa, ans en uns forts fonaments morals que reclamen Déu com a testimoni.» | » |

De fet, cal entendre aquesta Missa com a celebració de la nació txeca i dels pobles eslaus en general, però també com un desafiament a Déu. En paraules de Janáček: «La meva Missa serà molt diferent de la resta... Mostraré a la gent com han de dirigir-se a Déu».

## Versions

### Versió final 1928
Partitura publicada per Universal Editions l'any 1929, després de la mort de Janáček.

### Versió original 1927
Segons el musicòleg Paul Wingfield, la paritura publicada per Universal Editions que durant anys es va interpretar és una simplificació de l'original, feta pel mateix Janáček a petició de Kvapil per a l'estrena a Brno. Una sèrie d'esdeveniments desafortunats, inclosa la mort del compositor, van provocar que les modificacions acabessin fixades a l'edició final de la partitura, sense que ningú ho revisés. Aquesta versió conté dràstiques simplificacions, especialment rítmiques, degudes, especula Wingfield, a les limitacions d'efectius orquestrals i al poc temps d'assaig disponible abans de l'estrena a Brno.
Les principals diferències entre el manuscrit i la primera edició de la partitura són les següents:
- Intrada. Janáček va indicar que també s'havia d'interpretar al principi tal com ja es va fer a l'estrena. En publicar la partitura la indicació va desaparèixer i totes les interpretacions posteriors començaven amb l'Úvod. També es van transportar passatges de timbala una octava avall.
- Úvod. En el manuscrit les cordes acompanyen amb un septet de corxeres contra 5 corxeres a les fustes en un compas 5/8, mentre els metalls toquen un tema en 3/4. Per a l'estrena es va escriure tot en 3/4 i el septet es va convertir en un grup de corxeres seguit d'un treset.
- Gospody. El compàs de 5/4 passa a 2/2, convertint la segona i tercera negra del tema en dues corxeres.
- Slava. El complicat solo de timbales es va doblar amb altres instruments.
- Věruju. Fragments de timbala tallats (calien 3 músics i timbales de pedals per reafinar ràpidament l'instrument). Un fragment de clarinets (a 3) des de fora de l'escenari, seguit immediatament d'una intervenció de clarinets (a 3) dalt de l'escenari, exigeix la participació de 6 clarinetistes. Es va eliminar la indicació d'escena per reduir el nombre de músics necessaris.
- Svet. Es van retallar 14 compassos probablement per les complicades dissonàncies que conté la part del cor.

La versió original fou restaurada i editada per Paul Wingfield amb l'ajuda de Sir Charles Mackerras, i posteriorment publicada per Universal Edition el 2008.

### Versió final autoritzada (Urtext)
El musicòleg Jiří Zahrádka considera que l'edició de Wingfield «de cap manera representa la forma autèntica de l'obra en cap moment específic. Més aviat és una partitura que recopila els elements "més interessants" de diversos períodes temporals i versions de l'obra. Malgrat que és certament utilitzable i impressionant, no és correcta des d'un punt de vista editorial.» Zahrádka afirma que l'edició de Wingfield està basada en «fonts mal interpretades i suposicions infundades» i argumenta que la majoria de modificacions van ser realitzades després de l'estrena i no abans, per la qual cosa responen a la voluntat del compositor i no a questions pràctiques relacionades amb l'estrena. Assumint, per tant, que la versió de 1928 és la que ha de ser considerada com a definitiva, Zahrádka n'ha realitzat una nova edició en la qual s'han corregit errors menors i s'hi han reincorporat catorze compassos al Svet (Sanctus), que «foren probablement eliminats degut a les limitacions tècniques del cor», i que ha publicat Bärenreiter Praha dins de la col·lecció “Complete Critical Edition of the Works of Leoš Janáček”.

### Versió Setembre 1927
Dins de l'Edició Crítica de les obres de Leoš Janáček, Bärenreiter ha publicat també la versió "Setembre 1927", editada igualment per Jiří Zahrádka. Aquesta edició pretén ser la millor aproximació possible a la concepció inicial del compositor, i exclou canvis realitzats durant els preparatius de l'estrena o posteriors, alguns dels quals apareixen a l'edició de Wingfield.

## Enregistraments
- Břetislav Bakala dirigint l'Orquestra Simfònica de la Ràdio de Brno (1951, Supraphon).
- Leonard Bernstein dirigint la New York Philharmonic (1963, Sony).
- Karel Ančerl dirigint l'Orquestra Filharmònica Txeca, (1963, Supraphon).
- Rafael Kubelík dirigint l'Orquestra Simfònica de la Ràdio Bavaresa (1964, Deutsche Grammophon).
- Rudolf Kempe dirigint la Royal Philharmonic Orchestra (1973, Decca).[15] Soprano: Teresa Kubiak.
- Michael Gielen dirigint l'Orquestra Simfònica de la SWR (Intercord).
- Kurt Masur dirigint la Gewandhausorchester Leipzig.
- František Jílek dirigint l'Orquestra Filharmònica de Brno (1979, Supraphon).
- Sir Simon Rattle dirigint la City of Birmingham Symphony Orchestra (1981, EMI Classics).
- Sir Charles Mackerras dirigint l'Orquestra Filharmònica Txeca (Supraphon).
- Robert Shaw dirigint l'Atlanta Symphony Orchestra i cors (1990, Telarc).
- Michael Tilson Thomas dirigint la London Symphony Orchestra (1990, Sony).
- Charles Dutoit dirigint la Montreal Symphony Orchestra (Decca).
- Sir Charles Mackerras dirigint la Danish National Radio Symphony Orchestra (Aquesta versió es basa en el manuscrit original de Janáček) (1993, Chandos).
- Riccardo Chailly dirigint la Filharmònica de Viena Orchestra amb el cor de la Slovak Philharmonic (1997, Decca).
- Ladislav Slovak dirigint l'Orquestra Filharmònica Eslovaca. Data de gravació incerta, realitzada per Music deLux.
- Tomáš Netopil dirigint l'Orquestra Simfònica de la Radio de Praga (2014, Supraphon). Primer enregistrament de la versió "Setembre 1927".
- Jiří Bělohlávek dirigint l'Orquestra Filharmònica Txeca (2018, Decca). Versió "setembre 1927".[14]